# Dobromir (Rumunia)
Dobromir – wieś w Rumunii, w okręgu Konstanca, w gminie Dobromir. W 2011 roku liczyła 966 mieszkańców.